# 昆士顿高地战役
昆士顿高地战役（英語：Battle of Queenston Heights）发生于1812年10月13日，是1812年战争中英美双方的首次主要交手，英军在上加拿大的昆士顿取得了一场决定性胜利。
由斯蒂芬·范伦塞拉尔少将率领的美国正规军和纽约州民兵从刘易斯顿渡过尼亚加拉河后，与艾萨克·布洛克率领的英国正规军及加拿大民兵交战。布洛克阵亡后，罗杰·谢弗接手指挥。约翰·诺顿率领的莫霍克人战士则在战斗中从后方骚扰美军，帮助英军获得了全胜。
美军试图通过此次战役在冬季战事结束前于尼亚加拉河加拿大一侧建立一个桥头堡，英军的胜利主要归因于美军行动指挥不当。尽管后者在兵力上占优，且英军尼亚加拉一带的防线部署分散，但由于英军炮火的压制以及美国民兵缺乏经验与作战意愿，大部分美军部队未能成功渡河。最终，英国援军赶到并击败了缺乏支援的美军，迫使其大部投降。此役是加拿大首次作为一个整体击退外敌的入侵，成为其爱国主义的象征，也因英军指挥官的阵亡在历史上享有重要地位。

## 背景
战争爆发后，美军原本计划兵分四路对上加拿大和下加拿大发动进攻，渡过尼亚加拉河的行动是该计划的一部分。威廉·赫尔准将会从底特律进攻阿默斯特堡；范伦塞拉尔则率军渡过尼亚加拉河；第三路将渡过安大略湖攻占金斯顿；而美国陆军总司令亨利·迪尔伯恩少将将利用尚普兰湖路线直取蒙特利尔。四路大军本预期能迅速夺取上下加拿大，取得一场速胜。
然而这些进攻不是从未发动，就是以失败告终。赫尔被围困在底特律，由于担心遭到原住民部队的屠杀于8月13日向英军献城投降。与此同时，迪尔伯恩及其部队在纽约州奥尔巴尼无所作为，似乎并不急于进攻金斯敦或蒙特利尔。
1812年夏，由于缺乏兵力和补给，范伦塞拉尔无法渡过尼亚加拉河发动进攻。虽然他于纽约州民兵中担任少将，但却从未在战斗中指挥过一兵一卒。范伦塞拉尔被认为是联邦党推出的纽约州州长首席候选人，时任州长民主共和党的丹尼尔·汤普金斯因此让他出任尼亚加拉河方面部队的指挥官，有意将之排挤出局。7月13日，范伦塞拉尔正式赴任，他随即任命自己的表弟所罗门·范伦塞拉尔中校为副官以弥补本身实战经验的不足，后者是一位经验丰富的士兵，曾在1794年西北印第安战争的倒木原战役中受伤。